# نيكو جيانتسوبولوس
نيكولاوس جاينتسوبولوس ولد 24 جوان 1994هو لاعب كرة قدم كندي محترف يلعب كحارس مرمى لفريق يورك يونايتد في الدوري الكندي الممتاز .

### كلية أدريان
في عام 2012، بدأ مسيرته الجامعية في مدرسةادريان التابعة للرابطة الوطنية لرياضة الجامعات في ميشيغان . حصل على جوائز الفريق الأول وتكريم المنطقة الوسطى 2013. ولعب هناك لمدة موسمين، لكنه قرر نقل المدارس بعد إعفاء طاقم تدريب كرة القدم من مهامهم. 